# Daniel Pérez
Daniel Alejandro Pérez Córdova (Caracas, 17 januari 2002) is een Venezolaans voetballer die door Club Brugge wordt uitgeleend aan KSC Lokeren-Temse.

## Clubcarrière
Pérez begon zijn seniorencarrière in eigen land bij Metropolitanos FC. In januari 2021 maakte hij de overstap naar Club Brugge, dat hem in eerste instantie onderbracht bij de beloften. In zijn eerste wedstrijd voor Club NXT, tegen Union Sint-Gillis, was hij meteen goed voor een doelpunt. Een week later haalde hij voor het eerst de wedstrijdselectie van het eerste elftal van Club Brugge voor de competitiewedstrijd tegen Oud-Heverlee Leuven. Mede vanwege de blessure van Bas Dost kreeg hij meer en meer kansen: zo maakte hij op 4 maart 2021 zijn officiële debuut in het eerste elftal van Club Brugge in de bekerwedstrijd tegen Standard Luik (1-0-verlies), waarin hij in de 70e minuut inviel voor Youssouph Badji. Drie dagen later debuteerde hij ook in de Jupiler Pro League: tegen Zulte Waregem mocht hij in de 31e minuut invallen, opnieuw voor Badji – die na een slecht wedstrijdbegin extreem vroeg naar de kant gehaald werd. In zijn derde competitiewedstrijd voor Club Brugge, tegen KAA Gent, scoorde hij zijn eerste doelpunt in het eerste elftal van blauw-zwart. Pérez speelde in zijn eerste halve seizoen in België uiteindelijk acht officiële wedstrijden voor Club Brugge, en op de slotspeeldag van de Proximus League mocht hij ook nog eens 90 minuten meespelen met Club NXT tegen KVC Westerlo.
In het seizoen 2021/22 kelderde zijn speeltijd in het eerste elftal van Club Brugge. In de Supercup tegen KRC Genk en op de openingsspeeldag van de competitie tegen KAS Eupen viel hij telkens nog rond het slotkwartier in, maar op de tweede en vijfde competitiespeeldag kreeg hij tegen respectievelijk Union Sint-Gillis en Beerschot VA telkens slechts een handvol speelminuten. Pérez ging de jaarwisseling in met opgeteld nog geen halve wedstrijd speeltijd. Desondanks verlengde hij op 17 januari 2022, uitgerekend de dag van zijn twintigste verjaardag, zijn contract tot 2026.
In zijn derde seizoen verdween Pérez naar de achtergrond bij Club Brugge. De Venezolaan mocht geen enkele officiële wedstrijd met het eerste elftal meespelen, en bij Club NXT – dat na een jaar afwezigheid wel weer uitkwam in Eerste klasse B – geraakte hij niet verder dan een invallersrol. Op 1 april 2023 liet Pérez van zich spreken door Club NXT met twee goals tegen Lierse Kempenzonen aan een 1-2-competitiezege te helpen. Een week later kreeg hij tegen datzelfde Lierse Kempenzonen dan weer na elf minuten al een rode kaart na een elleboogstoot.
Op 1 september 2023 werd aangekondigd dat Pérez, die op de openingsspeeldag van de Challenger Pro League kort was ingevallen voor Club NXT en een week later een basisplaats had gekregen tegen Lommel SK, voor een seizoen aan KV Oostende, dat in het seizoen daarvoor uit de Jupiler Pro League was gedegradeerd. Een dag later liet trainer Stijn Vreven hem al invallen in de competitiewedstrijd tegen RFC Seraing. Op 8 september 2023 opende hij zijn doelpuntenrekening voor KV Oostende in de bekerwedstrijd tegen FC Ganshoren (5-0-winst). Zijn eerste basisplaats in de competitie kreeg Pérez, die tussendoor ritme opdeed bij de beloftenploeg van KV Oostende, op 22 oktober 2023 tegen FCV Dender EH (1-1-gelijkspel).
Pérez schipperde bij Oostende, mede door fysieke kwaaltjes, tussen het statuut van basisspeler en invaller. De Venezolaan miste na zijn debuut tegen Seraing weliswaar slechts één competitiewedstrijd: de verplaatsing naar Beerschot VA op 30 september 2023). Pérez scoorde dat seizoen vier competitiegoals, waaronder de late 3-3 tegen Club NXT op 25 november 2023. Het seizoen 2023/24 werd gekleurd door de succesvolle campagne in de Beker van België – de kustclub haalde als tweedeklasser de halve finale –, maar werd ontsierd door maandenlange geruchten over een faillissement. Anderhalve maand na de sportieve redding van de club werd de club effectief failliet verklaard. 
Na afloop van zijn uitleenbeurt keerde Pérez terug naar Club NXT. Daar kwam hij onder trainer Robin Veldman niet verder dan een invallersstatuut: bij de jaarwisseling had hij weliswaar vijftien competitiewedstrijden gespeeld, maar wel slechts drie als basisspeler. In januari 2025 leende Club NXT hem voor de rest van het seizoen uit aan reeksgenoot KSC Lokeren-Temse.

## Clubstatistieken
| Seizoen | Club                | Land               | Competitie      | Competitie | Competitie | Beker | Beker | Supercup | Supercup | Internationaal | Internationaal | Totaal | Totaal |
| Seizoen | Club                | Land               | Competitie      | Wed.       | Dlp.       | Wed.  | Dlp.  | Wed.     | Dlp.     | Wed.           | Dlp.           | Wed.   | Dlp.   |
| ------- | ------------------- | ------------------ | --------------- | ---------- | ---------- | ----- | ----- | -------- | -------- | -------------- | -------------- | ------ | ------ |
| 2018    | Metropolitanos FC   | Vlag van Venezuela | Liga Venezolana | 4          | 0          | 0     | 0     | —        | —        | —              | —              | 4      | 0      |
| 2019    | Metropolitanos FC   | Vlag van Venezuela | Liga Venezolana | 11         | 1          | 3     | 0     | —        | —        | —              | —              | 14     | 1      |
| 2020    | Metropolitanos FC   | Vlag van Venezuela | Liga Venezolana | 11         | 7          | 0     | 0     | —        | —        | —              | —              | 11     | 7      |
| 2020/21 | Club NXT            | Vlag van België    | Eerste klasse B | 2          | 1          | 0     | 0     | —        | —        | —              | —              | 2      | 1      |
| 2020/21 | Club Brugge         | Vlag van België    | Eerste klasse A | 7          | 1          | 1     | 0     | [ 19 ]   | [ 19 ]   | —              | —              | 8      | 1      |
| 2021/22 | Club Brugge         | Vlag van België    | Eerste klasse A | 4          | 0          | 1     | 0     | 1        | 0        | —              | —              | 6      | 0      |
| 2022/23 | Club NXT            | Vlag van België    | Eerste klasse B | 17         | 3          | —     | —     | —        | —        | —              | —              | 17     | 3      |
| 2023/24 | Club NXT            | Vlag van België    | Eerste klasse B | 2          | 0          | —     | —     | —        | —        | —              | —              | 2      | 0      |
| 2023/24 | → KV Oostende       | Vlag van België    | Eerste klasse B | 26         | 4          | 6     | 2     | —        | —        | —              | —              | 32     | 6      |
| 2024/25 | Club NXT            | Vlag van België    | Eerste klasse B | 15         | 0          | —     | —     | —        | —        | —              | —              | 15     | 0      |
| 2024/25 | → KSC Lokeren-Temse | Vlag van België    | Eerste klasse B | 4          | 2          | 0     | 0     | —        | —        | —              | —              | 4      | 2      |
| Totaal  | Totaal              | Totaal             | Totaal          | 99         | 17         | 11    | 2     | 1        | 0        | 0              | 0              | 115    | 21     |

Bijgewerkt op 21 januari 2025.

## Interlandcarrière
Pérez maakte oorspronkelijk geen deel uit van de selectie van Venezuela voor de Copa América 2021, maar door de vele coronagevallen in de selectie werd hij als versterking opgeroepen. Pérez kwam op dat toernooi echter niet in actie.

## Erelijst
| Landskampioen België | 2x | 2020/21, 2021/22 |
| Belgische Supercup   | 1x | 2021             |

1 Merckx ·
2 El Banouhi ·
3 Dianganga ·
5 Boujouh ·
6 Brebels ·
7 Lambo ·
8 Van Hauter ·
9 Van Moerzeke ·
10 Soumaré ·
11 Myny ·
13 Gabriël ·
14 Janssen ·
15 Vinck ·
19 Ntamack ·
22 Tshimanga ·
25 Boonen ·
26 Vervaque ·
27 Bongiovanni ·
29 Spegelaere ·
30 Pérez ·
33 Van Elsuwege ·
35 Van Daele ·
39 Baert ·
44 Nainggolan ·
45 Seck ·
55 Van Aerschot ·
56 Vervacke ·
74 Fontaine ·
88 Prychynenko ·
97 Calant ·
Coach: Vreven